# Dennis Visser
Dennis Visser (* 3. April 1995 in Sneek) ist ein niederländischer Shorttracker.

## Werdegang
Visser startete international erstmals bei den Juniorenweltmeisterschaften 2013 in Warschau. Seine besten Platzierungen dabei waren der 18. Platz über 1000 m und der achte Rang mit der Staffel. Im folgenden Jahr errang er bei den Juniorenweltmeisterschaften in Erzurum den neunten Platz mit der Staffel. Der 25. Platz über 500 m war dort sein bestes Einzelresultat. Sein Debüt im Weltcup hatte in der Saison 2015/16 in Nagoya. Dabei belegte er den 32. Platz über 1500 m und der 15. Rang über 1000 m. Mit der Staffel holte er dort seinen ersten Weltcupsieg. Bei den Europameisterschaften 2016 in Sotschi gewann er die Goldmedaille mit der Staffel. Im Februar 2016 wurde er beim Weltcup in Dordrecht Zweiter mit der Staffel. Seine besten Platzierungen bei den Weltmeisterschaften 2016 in Seoul waren der 19. Platz über 500 m und der achte Rang mit der Staffel. In der Saison 2016/17 kam er im Weltcup dreimal auf den zweiten Platz mit der Staffel. In Minsk holte er mit der Staffel seinen zweiten Weltcupsieg. Beim Saisonhöhepunkt den Weltmeisterschaften 2017 in Rotterdam gewann er die Goldmedaille mit der Staffel. Im folgenden Jahr holte er bei den Europameisterschaften in Dresden die Goldmedaille mit der Staffel. In der Saison 2018/19 siegte er mit der Staffel in Almaty und lief mit der Staffel in Calgary auf den dritten Platz. Bei den Europameisterschaften 2019 in Dordrecht und bei den Europameisterschaften 2020 in Debrecen gewann er jeweils die Silbermedaille mit der Staffel.

## Weltcupsiege im Team
| Nr. | Datum            | Ort       |
| --- | ---------------- | --------- |
| 1.  | 6. Dezember 2015 | Nagoya 1  |
| 2.  | 12. Februar 2017 | Dresden 2 |
| 3.  | 9. Dezember 2018 | Almaty 2  |

## Persönliche Bestzeiten
- 500 m      41,973 s (aufgestellt am 5. November 2016 in Calgary)
- 1000 m    1:24,180 min. (aufgestellt am 2. Februar 2019 in Dresden)
- 1500 m    2:15,841 min. (aufgestellt am 10. Dezember 2016 in Shanghai)
- 3000 m    5:00,017 min. (aufgestellt am 22. Oktober 2017 in Bormio)